# Al-Balādhurī
al-Balādhurī, mit vollem Namen Abu ’l-ʿAbbās Ahmad ibn Yahyā ibn Dschābir al-Balādhurī (arabisch أبو العباس أحمد بن يحيى بن جابر البلاذري, DMG Abu ’l-ʿAbbās Aḥmad b. Yaḥyā b. Ǧābir al-Balāḏurī), war ein bedeutender muslimischer Historiograph im 9. Jahrhundert. Sein Geburtsjahr ist unbekannt; er starb gegen 892 in Bagdad. Er gilt neben at-Tabari als einer der besten Kompilatoren historischer Nachrichten der ersten Jahrhunderte des Islams aus den Schriften seiner Lehrer und aus denen früherer Geschichtsschreiber, deren Werke zum größten Teil verloren gegangen sind.

## Leben
Er studierte in Damaskus, Homs, Antiochien und bei Gelehrten seiner Zeit im Irak. Möglicherweise war er persischer Abstammung, da er auch als Übersetzer aus dem Persischen ins Arabische am Kalifenhof der Abbasiden – vor allem unter al-Mutawakkil – wirkte. Er war auch für seine Lobgedichte für den Abbasidenkalifen al-Ma'mūn bekannt.

## Werke

### Kitāb al-Futūh
Das Kitāb al-Futūḥ („Buch der Eroberungen“), auch unter dem Titel Futūḥ al-buldān („Die Eroberung der Länder“) bekannt, beginnt mit der Auswanderung Mohammeds nach Yathrib/Medina, behandelt allerdings nicht alle von dessen Feldzügen (maghazi). Die Darstellung der kriegerischen Aktivitäten der Prophetenzeit beginnt mit der Beuteverteilung der Banu Nadir und endet mit den Bekehrungsversuchen in al-Yamama, die dann im Jahre 633 nach dem Tode Mohammeds zu heftigen Kämpfen mit dem sog. „falschen“ Propheten Musailima führten. Die Nachrichten über die Eroberungszüge beginnen mit der gewaltsamen Niederwerfung der aufständischen Araberstämme (Ridda) unter dem ersten Kalifen Abu Bakr und enden mit der Eroberung der Gebiete am Unterlauf des Indus (al-Sind) unter dem zweiten Kalifen Umar ibn al-Chattab (siehe Islamische Expansion). Das Buch ist erstmals von Michael Jan de Goeje (Leiden 1866) herausgegeben und von Philip Khuri Hitti und Fl.Murgotten ins Englische übersetzt worden: The Origins of the Islamic State (New York 1916). Die deutsche Übersetzung des Werkes hat dann Oskar Rescher (Leipzig 1917; 1923) besorgt. Im Orient ist das Buch mehrfach, allerdings nur in unkritischen Leseausgaben, gedruckt worden. Die beste Edition geht auf Ṣalāḥ ad-Dīn al-Munaǧǧid (Kairo 1956–1960) zurück.
2022 hat Hugh N. Kennedy eine neue kommentierte englische Übersetzung vorgelegt.

### Ansāb al-aschrāf

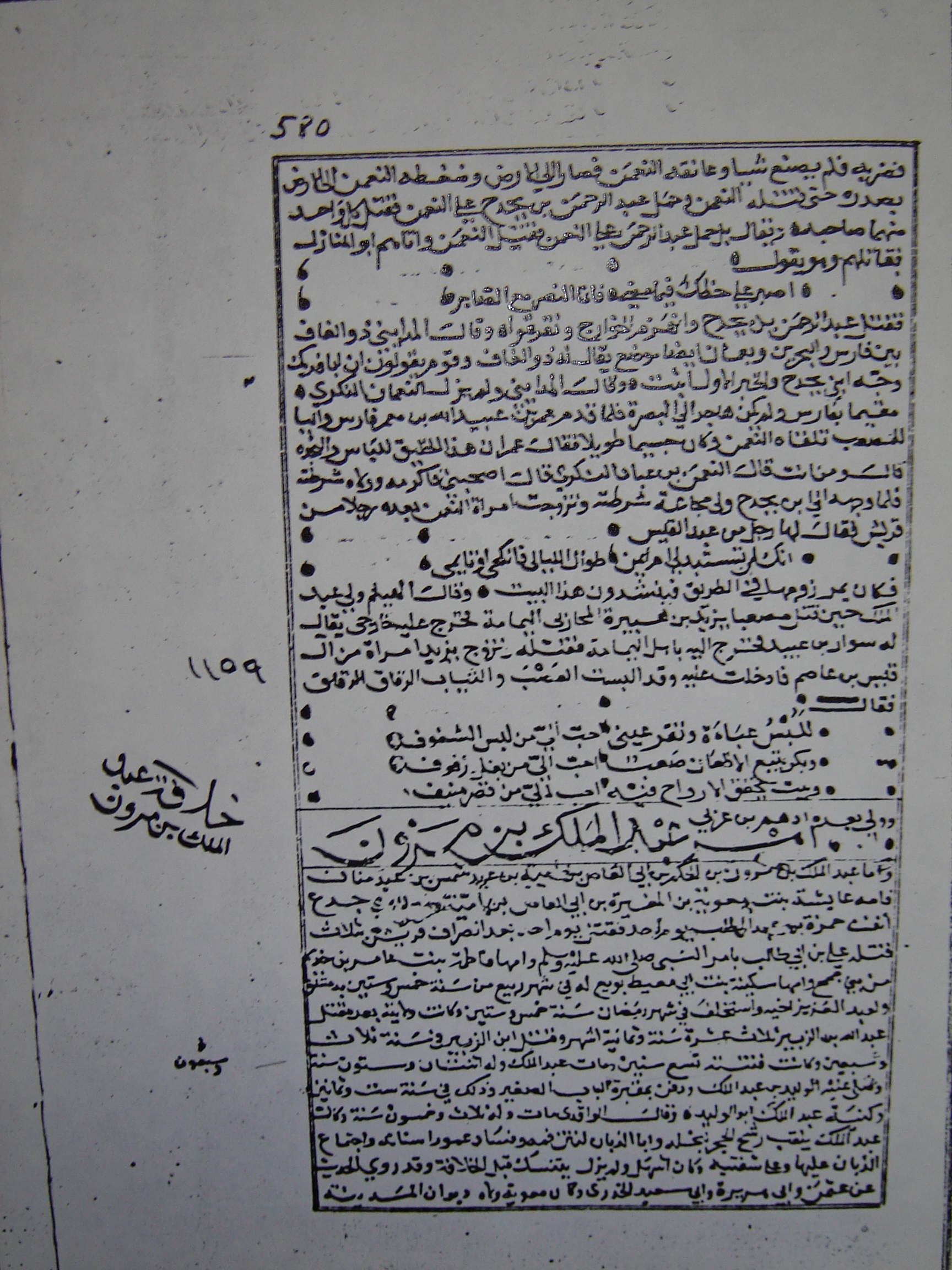
Blatt aus der Istanbuler Handschrift von al-Baladhuris Ansab al-aschraf (Kapitelüberschrift: Das Kalifat von ʿAbd al-Malik ibn Marwān)

Das Buch Ansāb al-ašrāf („Abstammungsverhältnisse der Adligen“) ist das Hauptwerk al-Baladhuris. Da der Verfasser zu seinem Lebenswerk kein Vorwort, in dem der Titel im allgemeinen Erwähnung findet, verfasst hat, wird der Werktitel in den Folgegenerationen unterschiedlich überliefert. So spricht man von der „Zusammenfassung der Genealogie der Adligen und ihrer Nachrichten“, der Damaszener Gelehrte Ibn ʿAsākir, der das Werk in seiner siebzig Bände umfassenden Gelehrtenbiographie zitiert, spricht von einer „Zusammenfassung der Adligengenealogie“; andere wiederum nennen das Werk einfach „Das Geschichtswerk von al-Balādhurī“ Taʾrīch al-Balādhurī / تأريخ البلاذري / Taʾrīḫu ’l-Balāḏurī, oder „Die Genealogie von al-Baladhuri“ Ansāb al-Balādhurī / أنساب البلاذري / Ansābu ’l-Balāḏurī. Der Werktitel „Die Genealogie der Adligen“, der sich dann auch in der Fachwelt gefestigt hat, nennt der andalusische Historiker Ibn al-Abbār († 1260), der sich einer Kopie des Autographs bedient hat.
Das Gesamtwerk umfasst in der vollständigen Handschrift von Istanbul, die zwischen 1000 und 1004 in Kairo hergestellt wurde, rund 2500 Seiten und ist nur unwesentlich kürzer als die annalistische Weltgeschichte von at-Tabari. Weitere Fragmente des Werkes liegen in marokkanischen Bibliotheken, in der Staatsbibliothek zu Berlin (Staatsbibliothek preußischer Kulturbesitz Berlin) und in Paris.

#### Inhalt
Das Werk beginnt mit einer kurzen genealogischen Übersicht der Araber über den Zweig des Ismael, über Noah bis zu den Vorfahren der Quraisch in Mekka. Der Biographie von Mohammed sind rund 260 Handschriftenseiten gewidmet. Dem Kalifat der Abbasiden, unter dessen Herrschaft er selbst wirkte, widmet der Verfasser nur rund 140–150 Handschriftenseiten, während die Zeit der Umayyaden den Schwerpunkt des Werkes ausmacht: auf rund 900 Seiten werden alle Kalifen der Dynastie und die historischen Ereignisse ihrer Zeit aufgrund einer breiten Quellenbasis abgehandelt.
In seinen Grundzügen geht das Werk al-Balādhurīs über die üblichen genealogisch-biographischen Darstellungen weit hinaus und ist als eine grundlegende Quelle der islamischen Geschichte zu verstehen. Die Biographien der Kalifen sind durch Untertitel in Kapitel aufgeteilt, in denen frühere Monographien zu historischen Ereignissen während der Herrschaft der Kalifen ausgewertet werden. Im Abschnitt über das Kalifat des Uthman ibn Affan wertet der Verfasser u. a. die Monographie des Historikers Abū Michnaf († 774) u. d. T. das Buch über die Wahl (Uthmans) und seiner Ermordung, das Buch über die sog. Kamelschlacht, das Buch über die Schlacht bei Siffin, die in chronologischer Reihenfolge und historischer Kausalität mit der Ermordung des Kalifen zusammenhängen. In der Beschreibung des Kalifats von Marwan I. ibn al-Hakam werden neben der Genealogie und Biographie des Herrschers auch die des Gegenkalifen des Abdallah ibn az-Zubair und seine Ermordung ferner das Schicksal seiner Anhänger und Gegner nach früheren Quellen, die heute verloren gegangen sind, eingehend abgehandelt. Zahlreiche Zitate aus der zeitgenössischen politischen Poesie runden die einzelnen Kapitel ab.
Ein anonymes Werk u. d. T. Kitāb al-ʿUyūn wa-’l-hadāʾiq fī achbār al-haqāʾiq / كتاب العيون والحدائق في أخبار الحقائق / Kitāb al-ʿUyūn wa-’l-ḥadāʾiq fī aḫbāri ’l-ḥaqāʾiq / ‚Das Buch der Wasserquellen und Gärten über die Berichte von Wahrheiten‘, herausgegeben von M. J. de Goeje in der Reihe Fragmenta Historicorum Arabicorum (Leiden 1871), weist große Gemeinsamkeiten mit den entsprechenden Passagen von al-Balādhurīs Ansāb al-aschrāf auf.

#### Werkausgaben
Die erste Teilausgabe nach der Berliner Handschrift hat der deutsche Orientalist Wilhelm Ahlwardt hergestellt:
- Anonyme arabische Chronik XI, vermuthlich das Buch der Verwandtschaft und Geschichte der Adligen von elbalāḏorī. Aus der arabischen Hs der königlichen Bibliothek zu Berlin Petermann II 633 autographiert und herausgegeben von W. Ahlwardt. Greifswald 1883.

Die Schloessinger-Edition
Im Jahre 1936 nahm Max Schloessinger an der Hebräischen Universität Jerusalem eine erste größere Werkedition in Angriff. Innerhalb dieses Projekts erschienen die folgenden Bände:
- Bd. IVB behandelt das Kalifat von Yazid I. ibn Mu'awiya: The Ansāb al-Ashrāf of al-Balādhurī. Published for the first time by The School of Oriental Studies, Hebrew University, Jerusalem. Ed. Max Schloessinger. Jerusalem 1936. Darüber siehe die Buchbesprechung in: Jerusalem Studies in Arabic and Islam (JSAI), Band 20 (1996), S. 271–278 (Isaac Hasson).
- Bd. V. behandelt die Ereignisse unter Uthman ibn 'Affan, Marwan I. ibn al-Hakam und al-Muchtar: Unter dem obigen Titel herausgegeben von Shlomo Dov Goitein. Jerusalem 1936.[6]
- Bd. IVA: Ed. Max Schloessinger, mit Ergänzungen von M. J. Kister. Jerusalem 1971.[7]
- Bd. VIB: behandelt das Kalifat von Hischam ibn 'Abd al-Malik ibn Marwan.Ed. Khalil Athamina. The Max Schloessinger Memorial Foundation. Jerusalem 1993.

Die von M. Schloessinger, Shlomo Dov Goitein und M. J. Kister herausgegebenen Bände sind mit Hinblick auf die Editionsqualität bis heute unübertroffen.
Die Bibliotheca-Islamica-Edition
Eine neue Edition erschien ab 1978 in der Reihe Bibliotheca Islamica im Steiner-Verlag:
- Bd. I, Teil 1+2 ediert 2008 von Yūsuf ʿAbd-ar-Raḥmān al-Marʿašlī.
- Bd. II, ediert 2003 von Wilferd Madelung.
- Bd. III, ediert 1978 von ʿAbd-al-ʿAzīz ad-Dūrī, behandelt die Abbasiden bis zum Kalifat von al-Mahdi. Herausgegeben von ʿAbdal-ʿAzīz ad-Dūrī.
- Bd. IV/1, ediert 1979 von Iḥsān ʿAbbās, behandelt die Banū ʿAbd Schams ibn ʿAbd Manāf mit Muʿāwiya ibn Abī Sufyān, Ziyād ibn Abī Sufyān, Yazīd ibn Muʿāwiya und ʿUthmān ibn ʿAffān.
- Bd. IV/2, ediert 2001 von ʿAbd-al-ʿAzīz ad-Dūrī
- Bd. V, ediert 1996 von Iḥsān ʿAbbās, behandelt die übrigen Clane der Quraisch
- Bd. VII/1, ediert 1997 von Ramzī Baʿlabakkī, behandelt die übrigen arabischen Stämme.
- Bd. VII/2, ediert 2002 von Muḥammad al-Yaʿlāwī, behandelt die qaisitischen Stämme.

Bd. VI fehlt noch. Die bereits publizierten Bände sind vollständig bei Menadoc an der Universitätsbibliothek Halle digitalisiert.
Weitere Editionen
- Ab 1996 gaben Suhail Zakkār und Riyāḍ az-Ziriklī eine 13-bändige Edition bei Dār al-Fikr in Beirut heraus.[9]
- Eine von Muhammad Hamidullah geplante Edition wurde nicht zu Ende geführt. Es erschien nur der erste Band (Kairo 1959), der die Genealogie der Araber, die Biographie Mohammeds und die Wahl des ersten Kalifen Abu Bakr behandelt.
- Ein isoliert stehender Band behandelt das Kalifat von Ali ibn Abi Talib. Ed. Muḥammad Bāqir al-Maḥmūdī. Beirut 1974. Die Fortsetzung (Beirut 1977) vom selben Herausgeber behandelt al-Ḥasan ibn ʿAlī, al-Ḥusain ibn ʿAlī und Zaid ibn ʿAlī ibn al-Ḥusain.